# Luka Kulenović
Luka Kulenović (Toronto, 29 settembre 1999) è un calciatore bosniaco con cittadinanza croata e canadese, attaccante dell'Heracles Almelo.

## Biografia
È nato in Canada, dove ha vissuto fino all'età di quindici anni, prima di trasferirsi in Bosnia. Ha origini croate e bosniache tramite i genitori, emigrati a causa della guerra.

## Carriera

### Club
Ha iniziato a giocare a calcio nel 2014 nel settore giovanile del Borac Banja Luka, per poi passare al Krupa nel 2016 e infine agli slovacchi dell'AS Trenčín l'anno successivo.
Nel 2018 ha fatto ritorno in Bosnia, dove ha iniziato la sua carriera fra i professionisti con la maglia dello Željezničar Banja Luka in Prva liga Republike Srpske, con cui ha realizzato 13 reti in 28 incontri. Nel 2019 è stato acquistato dall'Osijek, che lo ha assegnato alla propria seconda squadra, ma dopo soli sei mesi si è trasferito al Kustošija.
Nell'estate del 2020 è nuovamente tornato in Bosnia, firmando con il Rudar Prijedor, in seconda divisione. Alla prima stagione riesce a centrare la promozione in Premijer Liga, giocando 25 incontri e segnando una rete. Nel 2022 è passato allo Sloga Doboj, ma dopo una sola stagione è stato acquistato dai cechi dello Slovan Liberec.
Il 29 luglio 2024 ha firmato un contratto quadriennale con l'Heracles Almelo, club della prima divisione olandese.

### Nazionale
Il 5 novembre 2024 viene convocato per la prima volta dalla Bosnia ed Erzegovina, con cui ha esordito undici giorni dopo nella sfida persa 7-0 in Nations League contro la Germania.

## Statistiche

### Presenze e reti nei club
Statistiche aggiornate al 20 ottobre 2024.
| Stagione        | Squadra                | Campionato      | Campionato | Campionato | Coppe nazionali | Coppe nazionali | Coppe nazionali | Coppe continentali | Coppe continentali | Coppe continentali | Altre coppe | Altre coppe | Altre coppe | Totale | Totale | Totale |
| Stagione        | Squadra                | Comp            | Pres       | Reti       | Comp            | Pres            | Reti            | Comp               | Pres               | Reti               | Comp        | Pres        | Reti        | Pres   | Reti   |        |
| --------------- | ---------------------- | --------------- | ---------- | ---------- | --------------- | --------------- | --------------- | ------------------ | ------------------ | ------------------ | ----------- | ----------- | ----------- | ------ | ------ | ------ |
| 2018-2019       | Željezničar Banja Luka | 1LRS            | 28         | 13         | CB              | 0               | 0               | -                  | -                  | -                  | -           | -           | -           | 28     | 13     |        |
| 2019-gen. 2020  | Osijek II              | 2.HNL           | 6          | 0          | -               | -               | -               | -                  | -                  | -                  | -           | -           | -           | 6      | 0      |        |
| gen.-giu. 2020  | Kustošija              | 2.HNL           | 2          | 0          | CC              | 0               | 0               | -                  | -                  | -                  | -           | -           | -           | 2      | 0      |        |
| 2020-2021       | Rudar Prijedor         | 1LRS            | 23         | 4          | CB              | 2               | 0               | -                  | -                  | -                  | -           | -           | -           | 25     | 4      |        |
| 2021-2022       | Rudar Prijedor         | PL              | 25         | 1          | CB              | 1               | 0               | -                  | -                  | -                  | -           | -           | -           | 26     | 1      |        |
| 2022-2023       | Sloga Doboj            | PL              | 17         | 6          | CB              | 0               | 0               | -                  | -                  | -                  | -           | -           | -           | 17     | 6      |        |
| 2023-2024       | Slovan Liberec         | 1L              | 30         | 7          | CRC             | 2               | 0               | -                  | -                  | -                  | -           | -           | -           | 32     | 7      |        |
| 2024-2025       | Heracles Almelo        | ED              | 6          | 4          | CO              | 0               | 0               | -                  | -                  | -                  | -           | -           | -           | 6      | 4      |        |
| Totale carriera | Totale carriera        | Totale carriera | 137        | 35         |                 | 5               | 0               |                    | -                  | -                  |             | -           | -           | 142    | 35     |        |

## Palmarès

### Club

#### Competizioni nazionali
- Prva liga Republike Srpske: 1

Rudar Prijedor: 2020-2021